# Dniester Bahn
A k.k. priv. Dniester Bahn (DB) (lengyelül: Kolej Dniestrzańska (KD)) egy magánvasút társaság volt az Osztrák–Magyar Monarchiában. 1876. május 1-i államosítása után a neve k.k. Dniester Staatsbahn.
A név a Dnyeszter folyó akkori helyesírás szerinti nevéből származik. Miután a koncessziót a Kereskedelmi Minisztérium 1871. április 26-án kiadta és a Belügyminisztérium augusztus 26-án jóváhagyta az Alapszabályt és a Társasági szerződést, 1871. szeptember 2-án Bécsben bejegyezték a részvénytársaságot k.k. priv Dniester Bahn néven a cégjegyzékbe.
1876. május 1-től 1883. december 31-ig az Első Magyar Gácsországi Vasút üzemeltette a Dneszterbahnt. Ezután a hét hónapig miniszteri biztos irányította.
Végül 1884. augusztus 1-től átvette a Császári és Királyi Osztrák Államvasutak (kkStB).

## Vonalai
- (Első Magyar Gácsországi Vasút) Chyrów–Drohobycz–Stryj (proj. Munkács-Stryjer-Bahn) (* 1872. december 31., 100,21 kilométer)
- Drohobycz–Borysław (*1872. december 31., 11,45 kilométer)

## Fordítás
- Ez a szócikk részben vagy egészben  a   Bniester Bahn című német Wikipédia-szócikk fordításán alapul.  Az eredeti cikk szerkesztőit annak laptörténete sorolja fel. Ez a jelzés csupán a megfogalmazás eredetét és a szerzői jogokat jelzi, nem szolgál a cikkben szereplő információk forrásmegjelöléseként.